# Pobles Màgics

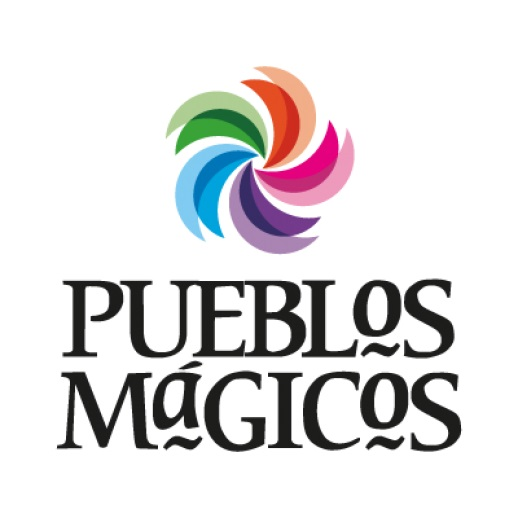
Logo oficial del programa.

Pobles Màgics, oficialment en castellà Pueblos Mágicos és un programa desenvolupat per la Secretaria de Turisme (Sectur) de Mèxic en conjunt amb diverses instàncies governamentals, que reconeix als que habiten aquestes ciutats i el treball que han desenvolupat per protegir i guardar la seva riquesa cultural. Fou creat l'any 2001.
La SECTUR ha nomenat Poble Màgic diverses poblacions en tot el territori mexicà. L'entorn de cadascuna d'elles varia des de la forta influència del passat indígena, el gran llegat de l'antic imperi colonial espanyol, la preservació de tradicions seculars i ancestrals, i importants llocs d'esdeveniments històrics en la vida de Mèxic.